# Virtua Fighter
Das Computer-Videospiel Virtua Fighter ist ein Fighting Game aus dem Jahr 1993, das von Sega in Zusammenarbeit mit dem Studio AM2 entwickelt wurde. Es war das erste in einer Reihe von Automatenspielen, welche auch für Heimkonsolen umgesetzt wurden.
1998 wurde die Serie von der Smithsonian Institution für seinen Beitrag im Bereich Kunst und Unterhaltung anerkannt, und wurde ein Teil der Untersuchungsstücke des Instituts für Innovation in der Informationstechnologie.

## Überblick
Der Beiname Virtua deutet an, dass die Vorgänge in 3D ablaufen; Virtua Fighter war das erste Spiel im Arcade-Bereich dieser Art. Die Bilder wurden durch die Berechnung von Drahtgittermodellen und gefüllten Polygonen erzeugt. Neben der für damalige Verhältnisse revolutionären Darstellung ist Virtua Fighter vor allem für sein extrem detailliertes Kampfsystem, das sich vor allem an echten Kampftechniken orientiert, bekannt.

## Nachfolger
Virtua Fighter wurde im Jahr 1993 als Automatenspiel veröffentlicht. Die Hardware dafür wurde von Lockheed Martin in Zusammenarbeit mit Sega entwickelt. Neue Versionen des Spiels wurden immer von einer neuen Hardware-Basis begleitet (Sega Model 1, Model 2 und Model 3). Virtua Fighter 3tb fügte dem Spielprinzip im Jahr 1997 Teamkämpfe hinzu. Virtua Fighter 4 wurde schließlich auf der hauseigenen NAOMI-Hardware im Jahr 2001 veröffentlicht.
Sega verwendete das Beiwort Virtua auch in anderen Produkten, zum Beispiel Virtua Racing und Virtua Tennis.

## Chronologie
- 1993: Virtua Fighter – Sega-Model-1-Hardware
- 1995: Virtua Fighter 2 – Sega-Model-2-Hardware
- 1995: Virtua Fighter Remix – Sega-ST-V-Hardware
- 1996: Virtua Fighter 2.1 – Sega-Model-2-Hardware
- 1997: Virtua Fighter 3 – Sega-Model-3-Hardware
- 1998: Virtua Fighter 3 Team Battle – Sega-Model-3-Hardware
- 2001: Virtua Fighter 4 – Sega-NAOMI-2-Hardware
- 2002: Virtua Fighter 4 Evolution – Sega-NAOMI-2-Hardware
- 2004: Virtua Fighter 4 Final Tuned – Sega-NAOMI-2-Hardware
- 2006: Virtua Fighter 5 – Sega-Lindbergh-Hardware
- 2008: Virtua Fighter 5 R – Sega-Lindbergh-Hardware
- 2012: Virtua Fighter 5 Final Showdown – Sega-Lindbergh-Hardware

## Konsolenversionen
Die Konvertierung von Virtua Fighter zu Heimkonsolen war eine schwierige Angelegenheit, da die Konsolen der Zeit nicht leistungsfähig genug waren, um die Polygone in Echtzeit zu berechnen. 1995 wurde das Spiel auf dem 32X und dem Sega Saturn auf den Markt gebracht. Weihnachten 1995 wurde Virtua Fighter 2 auf den Saturn umgesetzt, sowie ein Ableger der Serie genannt Virtua Fighter Kids. Für den Saturn erschienen noch weitere Spiele, die mit dem Virtua-Fighter-Universum verwandt waren: Fighters Megamix (1996) und Virtua Fighter Portrait Series (1996).
Segas Master System (8-Bit) und Mega Drive (16-Bit) waren nicht für die Darstellung von 3D-Welten geeignet. Da die Serie jedoch so großen Erfolg verzeichnen konnte, wollte Sega auch auf den alten Konsolensystemen davon profitieren. Sega erschuf 2D-Ableger der Spiele im Jahr 1996. Das Mega Drive wurde mit einer 2D-Version von Virtua Fighter 2 ausgestattet, welche im Grafikstil der Automatenvorlage gehalten war, jedoch zwei Kämpfer der Automatenversion vermissen ließ und nur über sehr wenige Spielvarianten verfügte. Deshalb, und aufgrund der für 16-Bit-Verhältnisse allenfalls mittelmäßigen Grafik blieb dieser Version der Erfolg versagt. Die Konvertierung für das Master System hatte mit dem Original wenig gemeinsam und hatte eine stark vereinfachte 2D-Grafik. Konsequenterweise wurde das Spiel Virtua Fighter Animation betitelt.
Die einzige Umsetzung von Virtua Fighter 3 erschien auf dem Sega Dreamcast als Virtua Fighter 3tb, das von Genki umgesetzt wurde und 1998 erschien. Nachdem sich Sega aus dem Hardwaregeschäft zurückgezogen hatte, wurde Virtua Fighter 4 für die PlayStation 2 umgesetzt und 2002 veröffentlicht. Eine leicht verbesserte Version mit Namen Virtua Fighter 4: Evolution erschien 2003 und beinhaltete zwei neue Charaktere, eine bessere (weil flimmerfreie) Grafik sowie kleinere Änderungen in der Spielmechanik.
Virtua Fighter 5, das vorher in Japan als Arcade-Spiel erschien, wurde Anfang 2007 für die PlayStation 3 veröffentlicht. Ende Oktober 2007 folgte die Xbox-360-Version, die zusätzlich einen Online-Modus bietet und gegenüber der PlayStation-3-Fassung auf einer neueren Version des Virtua-Fighter-Automaten basiert und weitere freischaltbare Gegenstände beinhaltet.

## Sonstiges
Der Arbeitstitel des Dreamcast-Spiels Shenmue, das auch von AM2/Yu Suzuki entwickelt wurde, war ursprünglich Virtua Fighter RPG und beinhaltete ein Kampfsystem, das dem der Virtua-Fighter-Serie sehr ähnlich war. Während der gesamten Spieldauer – und auch bei seinem Nachfolger – findet man Charaktere, deren Aussehen und Kampfstile dem Vorbild der Figuren aus Virtua Fighter sehr nahekommen. So sollte beispielsweise die Hauptfigur eigentlich der Virtua-Fighter-Veteran Akira sein.
Darüber hinaus wurde nach der Veröffentlichung des Videospiels Virtua Fighter 2 eine 35-teilige Anime-Serie veröffentlicht. In den USA erschienen zwei Staffeln, die 24 Episoden enthielten. In Italien wurde die Serie zunächst auf einem Privatsender mit allen Folgen ausgestrahlt und später auf einer 18-teiligen VHS-Sammlung in regelmäßigen Abständen von 14 Tagen veröffentlicht.